# سيف أحمد الغرير
سيف أحمد ماجد الغرير (ولد 1924 في ديرة، دبي - توفى 27 أغسطس 2019 في دبي) رجل أعمال إماراتي من أبرز وأثرى رجال الأعمال في الإمارات العربية المتحدة. كان رئيس مجموعة الغرير وكبير عائلة الغرير المعروفة. ترأس غرفة تجارة وصناعة دبي، واتحاد غرف التجارة والصناعة الإماراتي من 3/7/1977 ولغاية 11/2/1980. كما شغل عدة مناصب إدارية كعضويته في مجلس بلدية دبي أو المجلس التنفيذي لدبي. تملك مجموعته التي كان يديرها رفقة أبنائه استثمارات في صناعة الحديد، الفولاذ، التغليف، الاسمنت، الألومنيوم، تكرير السكر، التطوير العقاري وحصص في بنك المشرق الإماراتي.
في 2015، قدرت مجلة فوربس ثروته بـ 3.4 مليار دولار والتي جعلته عاشر أغنى رجل أعمال في العالم العربي. وفي 2016، بثروة قُدرت بـ 2.2 مليار دولار، كان سيف الغرير ثامن أغنى رجل أعمال في الإمارات وفي المركز 810 على مستوى العالم.

## سيرة شخصية
أخوه هو رجل الأعمال والملياردير عبدالله الغرير الذي أسس بنك المشرق في 1967 ومن ثمّ توسعت أعماله مع سيف والتي اندرجت تحت تكتل مجموعة الغرير ثم انفصلا في التسعينيات بمجموعتي شركات متكاملتَين وهما مجموعة الغرير (مجموعة سيف الغرير) والغرير للاستثمار (مجموعة عبد الله الغرير) وعملت الغرير للاستثمار تحت مظلة المجموعة الأم، مجموعة الغرير.
فقد بصر عينه اليمنى في الثلاثينات عندما كان يقوم برحلة تجارية للهند.

## وفاته
توفي الغرير في دبي في 27 أغسطس 2019 عن عمر يناهز 95 عامًا، ودُفن في مقبرة القصيص.